# Marina otomana

Bandera naval otomana entre ca. 1793 i el 1923

La marina otomana (turc otomà: دوننماى همايون; turc: Osmanlı Donanması) fou fundada a principis del segle xix després que l'Imperi Otomà arribés a la mar el 1323 amb la presa de Prenet, ubicació de les primeres drassanes otomanes i nucli de la futura marina. Durant la seva llarga existència, participà en nombrosos conflictes i signà diversos tractats marítims. En el seu punt àlgid arribà fins a l'oceà Índic i el 1565 fins i tot envià una expedició a Indonèsia.
Durant gran part de la seva història, fou dirigida pel kapudan paixà (o gran almirall, literalment 'capità paixà'), càrrec que fou abolit el 1867, quan fou substituït pel ministre de la Marina (turc: Bahriye Nazırı) i diversos comandants de la flota (turc: Donanma Komutanları). Després del final de l'Imperi Otomà i la declaració de la República de Turquia el 1923, la tradició de la marina es mantingué viva com a part de la marina turca.